# 繁花落舞戀如櫻
《繁花落舞戀如櫻》是由BasiL在2002年6月28日發售的成人遊戲，2008年10月31日發售完全版，Navel於2023年9月29日發售重製版《繁花落舞戀如櫻-Re:BIRTH-》，HIKARI FIELD於2024年5月31日發售中文版。

## 故事
描述幾乎失去兒時記憶主角櫻井舞人搬回出生地櫻坂市學校「櫻坂學園」就讀，一年後開始與女主角加深感情並逐漸掌握揭開自身過去面紗的關鍵的故事。

## 登場人物
櫻井舞人（聲：（完全版））
櫻坂學園2年級學生。幾乎失去兒時記憶。
星崎希望（聲：佐々留美子 /  / 崇井愁）
櫻坂學園2年級學生。櫻井舞人同班同學。喜歡甜食。
雪村小町（聲：九条信乃）
櫻坂學園新生。櫻井舞人搬回出生地櫻坂市前青梅竹馬。
八重樫翼（聲：櫛引絵里 / 櫛引絵里/ 桃山いおん）
櫻坂學園2年級學生。自從入學以來，已經連續兩年與櫻井舞人同班。體育方面表現出色。
里見小玉（聲：高山沙希 / 高山沙希 / 夏和小）
櫻坂學園3年級學生。夢想是成為文學作家。
森青葉（聲：楠木真理 / 楠木真理 / ）
比櫻井舞人小2歲的少女。擅長家務。
結城光（聲：楠木真理 / 川島梨乃 / 五行薺）
櫻井舞人學姊。完全版新增女主角。文學社社長。
芹澤神樂（聲：井原早紀 / Miru / 新泊永夢）
森青葉朋友。完全版新增女主角。很久以前住在櫻坂市時便認識櫻井舞人。

## 外部連結
- （页面存档备份，存于）（日語）
- 繁花落舞戀如櫻-Re:BIRTH中文版網站 （页面存档备份，存于）
- 《繁花落舞戀如櫻》在視覺小說數據庫的頁面 （英文）